# Грава, Руджеро
Роже Грава или Ревелли Руджеро Грава (фр. Roger Grava, итал. Revelli Ruggero Grava; 26 апреля 1922, Клаут, Италия — 4 мая 1949, Суперга, Турин) — французский футболист итальянского происхождения, игравший на позиции нападающего. Чемпион Франции и Италии. Вместе с партнёрами по туринской команде погиб в авиационной катастрофе на горе Суперга 4 мая 1949 года.

## Игровая карьера
Во время войны выступал за команды «Амьен», «Нанси», «Бордо-Гиень» и «Бордо». В 1945 году, переехал в город Рубе, где играл за команды «Эксельсиор» и «Расинг Рубе», а после объединения этих двух клубов с клубом «Унион-Спорт» из Туркуэна, и образования нового клуба — «Рубе-Туркуэн». Руджеро Грава присоединился к составу этой команды.
В первом послевоенном чемпионате новообразованный коллектив занял третье место, а в следующем сезоне завоевал титул чемпиона Франции (в итоговой таблице набрал на четыре очка больше чем «Реймс» и «Страсбур»). За «Рубе-Туркуэн» Грава выступал в течение трех сезонов; провел в лиге 84 матча (забил 29 мячей), в кубке — 6 матчей (2 забитых мяча).
Летом 1948 года, руководство «Торино» — лидера тогдашнего итальянского футбола — решило усилить состав за счет легионеров. Из Франции приехали Роже Грава и Эмиле Бонджорни (парижский «Расинг»), из Чехословакии — Юлиус Шуберт (братиславский «Слован»). В Серии А провел всего одну игру — поражение на выезде от «Дженоа» со счетом 0:3.
Весной 1949 года руководство туринского клуба приняло приглашение от португальского гранда, «Бенфики», принять участие в товарищеской игре в честь одной из звезд лиссабонского клуба, Франсишку Феррейры. Игра состоялась 3 мая 1949 года в Лиссабоне и завершилась поражением итальянских гостей со счетом 3:4. На следующий день команда «Торино», работники клуба и журналисты вылетели домой рейсом Лиссабон—Барселона—Турин.
Близ Савоны самолет начал снижаться в сложных погодных условиях. Примерно в 17:03 — осуществил поворот для захода на посадку и вскоре столкнулся с каменной оградой базилики Суперга на вершине одноименной горы, возвышающейся над окрестностями Турина. В результате авиакатастрофы все четыре члена экипажа и 27 пассажиров погибли на месте.
На момент гибели основного состава «Торино», до завершения сезона в Серии A оставалось четыре тура и команда возглавляла чемпионскую гонку. В последних турах, честь клуба защищали игроки молодежной команды. Все соперники в этих матчах («Дженоа», «Палермо», «Сампдория» и «Фиорентина»), из уважения к погибшим чемпионам, также выставляли на поле молодежные составы своих клубов. Молодежная команда «Торино» победила во всех последних играх сезона, одержав таким образом посмертный чемпионский титул для своих старших товарищей.

## Достижения
- Чемпион Франции (1): 1947
- Чемпион Италии (1): 1949

## Статистика
Статистика клубных выступлений:
| Сезон            | Команда          | Чемпионат        | Чемпионат | Чемпионат | Кубок | Кубок |
| Сезон            | Команда          | Лига             | Игры      | Голы      | Игры  | Голы  |
| ---------------- | ---------------- | ---------------- | --------- | --------- | ----- | ----- |
| 1945/46          | «Рубе-Туркуэн»   | Д-1              | 24        | 11        | —     | —     |
| 1946/47          | «Рубе-Туркуэн»   | Д-1              | 34        | 10        | 3     | 1     |
| 1947/48          | «Рубе-Туркуэн»   | Д-1              | 26        | 8         | 3     | 1     |
| 1948/49          | «Торино»         | Д-1              | 1         | 0         | —     | —     |
| Всего за карьеру | Всего за карьеру | Всего за карьеру | 85        | 29        | 6     | 2     |